# Turdus pilaris
La cesena (Turdus pilaris Linnaeus, 1758) è un uccello della famiglia dei Turdidi.
Specie migratrice, nidifica dalla Scandinavia all’Asia settentrionale e sverna nell'Europa occidentale, centrale e meridionale e sulla sponda settentrionale del Mediterraneo. La migrazione post-riproduttiva verso i quartieri di svernamento inizia a settembre e culmina tra novembre e dicembre, mentre quella pre-riproduttiva verso i quartieri di nidificazione inizia a febbraio. Nidifica nelle aree boschive e ai margini di foreste di betulle, pini, abeti rossi, ontani, spesso all'interno di zone umide, vicino a prati, valli fluviali, torbiere e paludi, ma si trova anche in parchi, frutteti, giardini, ai margini dei terreni agricoli. Alle latitudini inferiori raggiunge i 2.400 metri di quota, ma le maggiori densità si registrano tra gli 800 e i 1.600 metri. Durante la migrazione e in inverno, frequenta habitat più aperti e radi come campi e pascoli, terreni agricoli, boschi e arbusti. 
Per taglia, si situa tra la tordella e il tordo sassello. Monogama e territoriale, conduce vita gregaria in tutte le stagioni, mantenendo un comportamento sociale anche nel periodo riproduttivo, nidifica in piccoli nuclei di 10-20 coppie e difende coraggiosamente il suo territorio. È prevalentemente insettivoro durante la stagione riproduttiva e frugivoro in autunno-inverno; analogamente al merlo, è capace di scavare nella neve, alla ricerca del cibo e di entrare in acque poco profonde per catturare pesci di piccola taglia. In Italia è migratrice regolare tra marzo e metà aprile e tra ottobre e novembre e nidificante tra aprile e maggio. Sverna in modo omogeneo nel centro-nord, dove frequenta i frutteti, le zone coltivate ed i boschi, in genere a quote comprese tra i 200 e i 1000 metri. La specie classificata nella categoria a rischio minimo della Lista rossa IUCN delle specie minacciate.

## Descrizione
Raggiunge la lunghezza di circa 26 cm, con apertura alare 39-42 cm e un peso medio di 100 g. A differenza degli altri tordi, ha una colorazione relativamente vivace. Caratteristica distintiva è il grigio ardesia della testa e della parte posteriore del collo e groppa, che contrasta con il marrone del dorso e delle ali e il nero della coda. Le parti inferiori sono biancastre, fortemente ombrate di giallo-arancio sul petto e segnate da striature nerastre, che spesso sfumano in macchie nere sui lati del petto. La parte inferiore delle ali è bianca come nella tordela. È sempre presente un leggero sopracciglio chiaro, l’iride è bruno scuro. Ha becco robusto, giallo e zampe nero-brunastre. I sessi non presentano alcun dimorfismo.

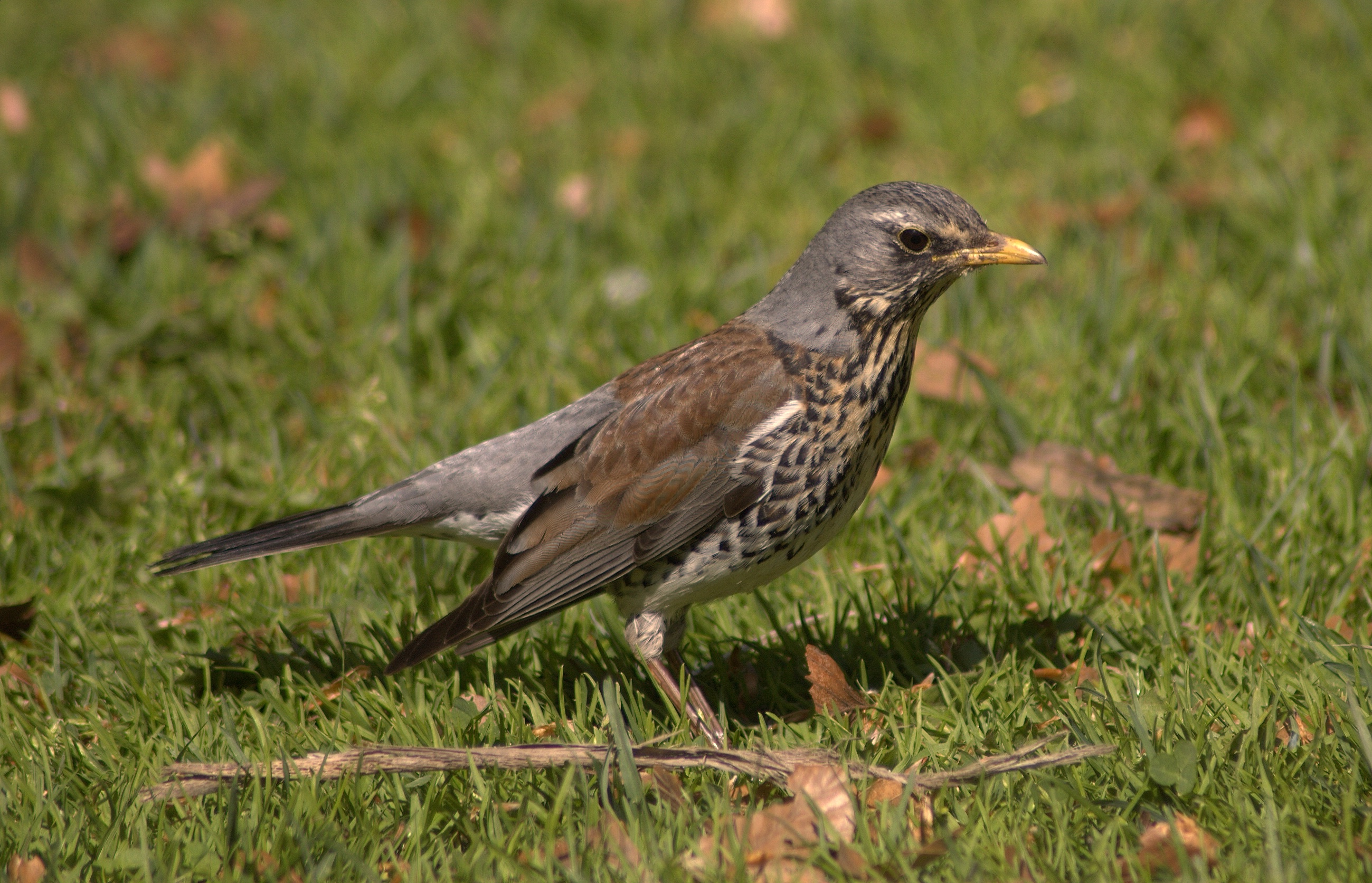
Cesena

## Biologia
Il suo ciclo vitale può superare i 18 anni. I due sessi raggiungono la maturità sessuale a dodici mesi. Specie migratrice, conduce vita gregaria in tutte le stagioni dell’anno e può formare stormi di centinaia o, addirittura, migliaia di individui, spesso insieme al tordo sassello. Mantiene un comportamento sociale anche nel periodo riproduttivo e nidifica in piccoli nuclei di 10-20 coppie, che sfruttano comuni aree di alimentazione; ciascuna coppia conserva, comunque, un esclusivo territorio, limitatamente alle immediate vicinanze del nido. Territoriale, difende coraggiosamente il suo territorio. Rumorosa nella stagione riproduttiva, è schiva e guardinga in inverno. Possiede un volo alto e leggermente ondulato, alternando potenti battiti d’ala a brevi planate ad ali aperte o chiuse. Sulle lunghe distanze, gli stormi si mantengono alti con un volo rapido, forte e diretto; sono stati monitorati dal radar stormi in volo fino a 3.270 metri dal suolo. Sul terreno, cammina con portamento eretto e saltella con eleganza. Il suo comportamento ricorda quello della tordela, da cui si differenzia per la coda più corta.

### Alimentazione
Come per la maggior parte dei turdidi, la dieta della cesena dipende dalle disponibilità offerte dall'ambiente e varia a seconda della stagione: nelle aree di nidificazione si ciba di insetti e delle loro larve (ditteri, imenotteri, lepidotteri, ortotteri), anellidi, lumache, ragni, ma anche dei semi delle conifere e delle piante da fiore, di germogli e boccioli. Come il merlo, è capace di scavare nella neve per arrivare al terreno sottostante, alla ricerca del cibo e di entrare in acque poco profonde per catturare pesci di piccola taglia. La dieta dei pulcini è composta prevalentemente da invertebrati. Nelle aree di svernamento, la sua dieta comprende frutta e bacche come cachi, mele, pere, uva, agrifoglio, biancospino, edera, ginepro, mora, rosa canina, sorbo e tasso.

### Riproduzione

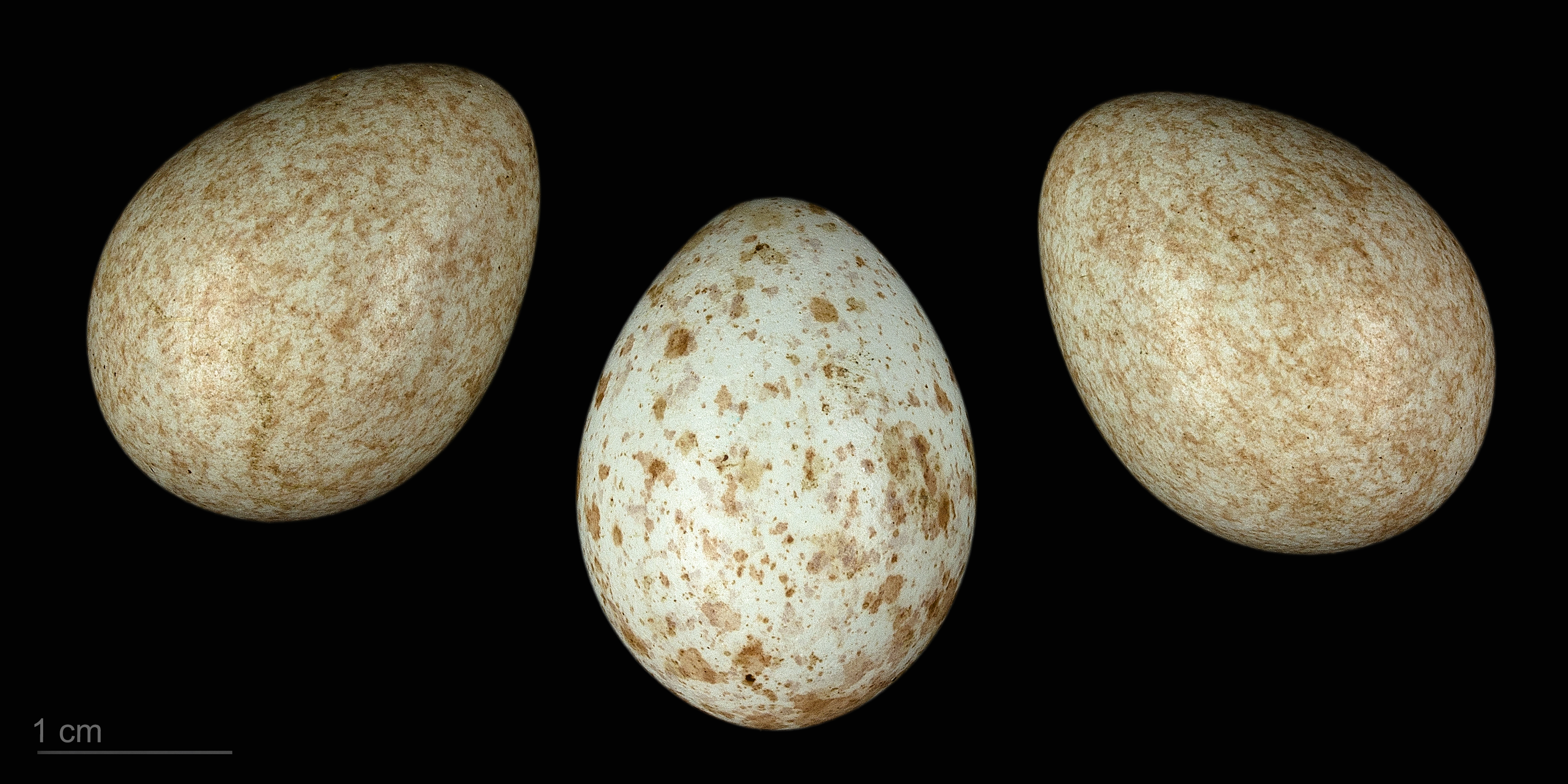
Uova di Turdus pilaris - Museo di Tolosa

Monogama, è l'unico turdide che nidifica volentieri in colonie. La specie è nidificante in tutta l'Europa nord-orientale, dalla tundra artica fino agli Urali. A marzo-aprile, gli uccelli lasciano i loro quartieri di svernamento e si spostano a nord verso i loro siti di nidificazione in Europa, fino alla Scandinavia. La stagione riproduttiva è compresa tra aprile e fine agosto, a seconda della latitudine. I maschi svolgono un’intensa attività di inseguimenti e combattimenti. La parata nuziale ha un rituale assai semplice: il maschio canta e saltella attorno alla compagna, tenendo il corpo orizzontale, le ali semiaperte e la coda spiegata e abbassata. Nidifica in foreste rade di conifere, ai margini di boschi misti e anche in frutteti e campagne con grandi alberi. Il nido, a forma di coppa, è costruito dalla femmina abbastanza in alto (in media da 7 a 8 m), generalmente sulla forcella di un albero, contro il tronco o su un ramo, utilizzando erbe, muschio, peli di animali e fuscelli impastati e cementati con fango. Le quattro-sei uova, blu pallido, screziato più o meno estesamente di marrone-rossastro, sono incubate dalla femmina per 13-14 giorni, mentre i pulcini sono accuditi da entrambi i genitori per circa due settimane. Nell’anno può compiere una o due covate. Nei dintorni delle colonie di nidificazione allontana i potenziali predatori (corvidi e rapaci), da sola o in gruppo spruzzandoli di escrementi.

### Voce
La cesena è estremamente rumorosa e il suo canto non è particolarmente sviluppato. Durante la stagione degli amori, fa sentire il suo canto, al mattino e alla sera, in volo o dal posatoio su un albero, che consiste in un gorgheggio debole, stridulo, non musicale, intervallato da frasi ridacchianti e fischianti. Spesso inizia con note chack seguite da note cinguettanti, o un lento take-take-tcheree-cherri-weeo intervallato da note chack. Il canto in volo, che fa parte del corteggiamento, consiste in un debole, ridacchiante chiacchiericcio chuck-chuck-chuck ... chack-chack-chac, intervallato da fischi e cigolii. Il grido di allarme è un forte chetchetchetj o un trt-trt-trrrt-trr acuto che sale di tono, diretto all'intruso.

## Distribuzione, migrazioni e habitat

### Distribuzione
Tra le specie del genere Turdus, la cesena è quella che sverna alle latitudini più settentrionali. Nidifica dalla Scandinavia all’Asia settentrionale e sverna nell'Europa occidentale centrale e meridionale e sulla sponda settentrionale del Mediterraneo, dalla Turchia alla Penisola iberica. Le aree più meridionali sono raggiunte solo negli inverni particolarmente freddi. La migrazione post-riproduttiva verso i quartieri di svernamento inizia a settembre e culmina tra novembre e dicembre, mentre quella pre-riproduttiva verso i quartieri di nidificazione inizia nel mese di febbraio. L’areale di svernamento interessa quasi tutta l’Europa, che rappresenta più del 75% dei quartieri invernali complessivi della specie. 

### Migrazioni
La specie è caratterizzata da flussi migratori irregolari di anno in anno, spesso legati al deterioramento delle condizioni meteorologiche nell'Europa centrale e settentrionale. I soggetti svernanti tendono a muoversi continuamente per trovare aree ricche di cibo e per fuggire alle ondate di freddo. I giovani sono sensibili al freddo e alla neve e, talvolta, invadono improvvisamente le aree in gruppi di diverse centinaia o migliaia di esemplari, a causa di un peggioramento delle condizioni meteorologiche. La fedeltà ai siti di svernamento è generalmente bassa. La migrazione autunnale si verifica soprattutto da fine settembre a novembre, le date di arrivo nei siti riproduttivi variano in relazione alle condizioni climatiche locali. La maggior parte delle aree occupate durante l’inverno viene abbandonata entro maggio. 

### Habitat
Durante il periodo riproduttivo, abita le alte e medie latitudini caratterizzate da climi temperati, boreali o subartici. Nidifica nelle aree boschive e ai margini di foreste di betulle, pini, abeti rossi, ontani, spesso all'interno di zone umide, vicino a prati, valli fluviali, torbiere e paludi. Durante la nidificazione, si trova anche in parchi, frutteti, giardini, ai margini dei terreni agricoli e nelle zone montuose ricoperte di betulle ai margini del limite del bosco. Nella Penisola Scandinava frequenta gli stessi ambienti del merlo dal collare, nidificando fin sopra i 1.000 metri, dove gli arbusti di ginepro e la betulla nana forniscono sufficiente protezione; talvolta si spinge sugli affioramenti rocciosi in presenza di scarsa vegetazione o in zona di tundra aperta, oltre il limite degli alberi. Alle latitudini inferiori (Alpi) raggiunge i 2.400 metri di quota, ma le maggiori densità si registrano tra gli 800 e i 1.600 metri, soprattutto lungo i corsi fluviali ricchi di vegetazione arborea. Durante la migrazione e in inverno, frequenta ambienti più aperti e radi come campi e pascoli, terreni agricoli, boschi e arbusti.

## Predatori e parassiti
È predato da vari rapaci, tra i quali lo sparviero, e dai corvidi (gazza e ghiandaia), che si cibano delle sue uova e dei pulcini, ed è parassitata dal cuculo. Gli ectoparassiti comprendono pidocchi, pulci e zecche, gli endoparassiti e patogeni includono Anomotaenia, Campilobacter, Haemoproteus, Leucocytozoon, Menacantus, Passerilepis, Philopterus, Plasmodium e Virus dell’encefalite.

## Status e conservazione
La popolazione mondiale è stimata in 71.000.000 – 143.000.000 individui, dei quali 28.400.000 – 57.300.000 individui maturi rappresenterebbero la popolazione europea. In Europa, la popolazione di questa specie è stata stabile tra il 1980 ed il 2013 ed ha consistenza e diffusione estremamente ampie e si ritiene che il declino non sia sufficientemente rapido per avvicinarsi alle soglie di vulnerabilità. Le tendenze attuali consentono di classificare la specie nella categoria a Rischio minimo della Lista Rossa dell'IUCN delle specie minacciate. 
Nella seconda metà del XX secolo, l’espansione della cesena ha subito un’accelerazione, che l’ha portata a colonizzare la Slovacchia negli anni ’50 e la Danimarca, il Belgio, la Francia centro-orientale, il Nord Italia e la Romania negli anni ’60. Nel decennio successivo ha raggiunto i Paesi Bassi, la Gran Bretagna, la Francia sudorientale, la Slovenia e l’Ungheria e negli anni ’80 la Macedonia e la Grecia. L’espansione è continuata negli ultimi anni del secolo, accompagnata da aumenti della popolazione nella maggior parte dei Paesi europei, ma soprattutto in Lussemburgo, Italia, Slovenia, Ungheria e Romania, con incrementi maggiori del 50%.

## Posizione nell’ecosistema
Importante è il ruolo di questo tordo nella propagazione delle specie vegetali che gli forniscono il nutrimento, per le implicazioni relative alla preservazione della biodiversità. 
In una prospettiva di lungo termine, considerato il cambiamento climatico che sta determinando la ridistribuzione della vita sulla Terra, la cesena è tra i migratori con il maggior potenziale di dispersione delle piante europee verso latitudini più fredde.

## Rapporti con l'uomo
Alcuni paesi hanno emesso francobolli con l’immagine della cesena: Belgio, Burundi, Isola di Jersey e Turchia.

## In Italia
In Italia è migratrice regolare tra marzo e metà aprile e tra ottobre e novembre, svernante, parzialmente sedentaria, nidificante tra aprile e maggio. I contingenti che transitano in Italia originano soprattutto dalla Finlandia meridionale, dagli Stati Baltici e dall’Europa centrale. Nidifica esclusivamente sulle Alpi, anche se in modo discontinuo, con maggior diffusione e consistenza nei settori valdostano, lombardo, trentino e altoatesino, che sono stati i primi ad essere colonizzati. Sta colonizzando progressivamente tutti i settori della catena alpina con due popolazioni distinte, una "di montagna", che presenta una distribuzione irregolare, e l’altra più continua "di pianura", che segue i principali fondovalle. I nidi vengono costruiti all’interno di pinete o in boschi di latifoglie, in prossimità di praterie, paludi, frutteti, parchi e giardini. In inverno, tende ad abbandonare la vegetazione d’alto fusto, per frequentare zone di aperta campagna e terre coltivate, in cerca di invertebrati. Si mantiene, comunque, nelle vicinanze degli alberi da frutto che, nel caso di inverni particolarmente rigidi, possono rivelarsi preziose fonti di cibo. Il carattere gregario e nomade viene evidenziato durante lo svernamento quando gruppi, formati da centinaia fino a un migliaio di individui, si muovono alla ricerca del cibo. Sverna in modo omogeneo nel centro-nord, mentre risulta più sporadica al sud. In genere si trova a quote comprese tra i 200 e i 1.000 metri.
La popolazione italiana stimata in 5.000-10.000 coppie. L'areale della popolazione italiana è vasto, ma la specie risulta in decremento del 53% nel periodo 2000–2010, per cause non completamente chiare e, pertanto, la specie viene classificata vulnerabile. La specie è in aumento in diversi Paesi limitrofi all'Italia, che è comunque situata al margine dell'areale. Per questa ragione, assieme al fatto che la specie è migratrice a corto raggio e svernante in Italia, non è possibile escludere l’immigrazione da fuori regione e la specie viene pertanto declassata a Quasi Minacciata.